# Scelolophia penumbrata
Scelolophia penumbrata är en fjärilsart som beskrevs av W. Warren 1900. Scelolophia penumbrata ingår i släktet Scelolophia och familjen mätare. Inga underarter finns listade.